# Gonçalo Brandão
Gonçalo Brandão (n. 9 octombrie 1986, Lisabona, Portugalia) este un jucător portughez de fotbal legitimat la CF Os Belenenses.

## Legături externe
- Gonçalo Brandão pe footballzz.co.uk
- Profilul lui Gonçalo Brandão pe ForaDeJogo
- Gonçalo Brandão la Soccerbase
- Gonçalo Brandão pe site-ul National-Football-Teams.com